# L'Envers et l'Endroit
Pour un article plus général, voir Philosophie d'Albert Camus.
L'Envers et l'Endroit est la première œuvre d'Albert Camus publiée en son propre nom, à Alger en 1937 par Edmond Charlot. Elle est constituée d'une suite d'essais sur le quartier algérois de Belcourt ainsi que sur deux voyages, le premier aux Baléares et le second à Prague et Venise.
Le livre est peu diffusé pendant la guerre et ne profite pas après-guerre du succès de L'Étranger et du Mythe de Sisyphe. Il fait l'objet d'une réédition en 1958, précédé d'une préface où Camus fait le bilan de son œuvre à ce jour et juge sévèrement son écriture. Il déclare alors que « son œuvre n’est même pas commencée ».
Camus a vu dans cette œuvre de jeunesse la source secrète de toute sa pensée : « Je sais que ma source est dans L'Envers et l'endroit, dans ce monde de pauvreté et de lumière où j'ai longtemps vécu et dont le souvenir me préserve encore des deux dangers contraires qui menacent tout artiste, le ressentiment et la satisfaction. » 

## Structure
1. Préface.
2. L'ironie.
3. Entre oui et non.
4. La mort dans l'âme
5. Amour de vivre
6. L'Envers et l'Endroit

## Présentation générale
Camus est âgé de vingt-deux ans lorsqu'il entreprend l'écriture de ces cinq récits très fortement autobiographiques : le quartier algérois de Belcourt et le misérable foyer familial dominé par sa terrible grand-mère qui règne sur une mère mystérieuse, mère dont le jeune garçon gardera le souvenir de son effacement et de ses silences, personnage principal de la nouvelle Entre oui et non.
Il évoque dans La mort dans l'âme son voyage aux îles Baléares, berceau de sa famille maternelle ainsi que son voyage à Prague.
Le premier livre de Camus décrit les vies étroites des habitants de son quartier, dominées par le travail et la dureté de l'existence, évocation que l'on retrouvera dans L'Étranger : « Ce quartier, cette maison! Il n'y avait qu'un étage et les escaliers n'étaient pas éclairés. Maintenant encore, après de longues années, il pourrait y retourner en pleine nuit. Il sait qu'il grimperait l'escalier à toute vitesse sans trébucher une seule fois. Son corps même est imprégné de cette maison. Ses jambes conservent en elles la mesure exacte de la hauteur des marches. Sa main, l'horreur instinctive, jamais vaincue, de la rampe d'escalier. Et c'était à cause des cafards. »
Meursault vit dans le même quartier, dans son petit appartement sans confort et n'a guère comme loisirs que les amis et la plage. Il décrit cette compassion qu'il éprouve par cette mère qui fait de durs travaux toute la journée et qui, le soir venu, met sa chaise près de la fenêtre et contemple, silencieuse, le va-et-vient de la rue, bouleversé par « l'admirable silence d'une mère et l'effort d'un homme pour retrouver une justice ou un amour qui équilibre ce silence ».
L'Envers et l'Endroit, c'est un peu le Entre oui et non de sa nouvelle, où l'Envers est synonyme d'angoisse face à l'étrangeté et au silence du monde, l'absence apparente de prise sur ce monde, l'Endroit symbolisant la beauté, l'acceptation de ce monde incompréhensible. Un personnage comme Meursault dans L'Étranger est partagé entre ces deux pôles, comme Camus aussi écrivant qu'« il n'y a pas d'amour de vivre sans désespoir de vivre » dans Entre oui et non. Comment expliquer, traduire la beauté éphémère d'un coucher de soleil, sinon par cette bascule entre va et vient, entre l'endroit et l'envers, seule par exemple la solidarité dans La Peste permet de lutter contre la solitude et rend les hommes plus forts. Ici, dans ces différentes nouvelles, les vieillards surtout, comme cette femme dans le dernier texte qui a donné son nom à l'ouvrage, font eux-mêmes leur propre malheur, basculent dans 'l'envers' sans même en avoir conscience.
Voici la justification du tirage de l'édition originale chez Charlot en 1937 : 385 exemplaires dont 1 à 25 sur Pur fil, 26 à 350 sur Hélio, 30 service de presse S.P. sur Bouffant et 5 hors commerce H.C. numérotés I à V.

## Préface de l'édition de 1958
C'est avec beaucoup de réticences que Camus a consenti à la réédition de L'Envers et l'endroit. Il estimait que, malgré les imperfections de forme, tout le monde devrait avoir accès à ce texte et pas seulement quelques privilégiés possédant l'édition originale. Il rédige alors une importante préface, qu'il met plusieurs années à peaufiner, pendant qu'il rédige La Chute et L'Exil et le Royaume.
Il y situe les textes de L'Envers et l'endroit dans la perspective générale de ce qu'il a écrit jusqu'alors, concluant par cette formule : « Si j'ai beaucoup marché depuis ce livre, je n'ai pas tellement progressé ». Il affirme que, dès la rédaction de cet ouvrage, une existence et une société vouées « à l’envie et à la dérision » ainsi qu'une « tradition esthétique sévère » aliènent sa « libre nature ». Il s'engage alors à évoluer vers moins d'amertume et « une certaine forme d’amour ».
À l'époque de la sortie de cette réédition, en 1958, il commence l'écriture du Premier homme, qui sera interrompue par sa mort en 1960.

## Editions
- L'Envers et l'Endroit, Alger, Edmond Charlot, Collection Méditerranées, 1937.
- L'Envers et l'Endroit, Paris, Jean-Jacques Pauvert, 1956.